# Para-Leichtathletik-Weltmeisterschaften 2024
Die Para-Leichtathletik-Weltmeisterschaften 2024 (auch Leichtathletik-Weltmeisterschaften der Behinderten) (englisch World Para Athletics Championships) waren die elften Para-Leichtathletik-Weltmeisterschaften. Sie fanden vom 17. bis zum 25. Mai in der japanischen Stadt Kōbe statt. Die Wettkämpfe wurden im dortigen Kobe Universiade Memorial Stadium ausgetragen. Es war das erste Mal, dass die Veranstaltung in Ostasien stattfand.

## Medaillenspiegel (Top 20)
| Platz | Mannschaft                         | Gold | Silber | Bronze | Gesamt |
| ----- | ---------------------------------- | ---- | ------ | ------ | ------ |
| 01    | Volksrepublik China                | 33   | 30     | 24     | 87     |
| 02    | Brasilien                          | 19   | 12     | 11     | 42     |
| 0     | Unabhängige Paralympische Athleten | 8    | 13     | 17     | 38     |
| 03    | Usbekistan                         | 7    | 4      | 2      | 13     |
| 04    | Vereinigtes Königreich             | 7    | 2      | 3      | 12     |
| 05    | Vereinigte Staaten                 | 6    | 13     | 5      | 24     |
| 06    | Indien                             | 5    | 6      | 3      | 14     |
| 07    | Deutschland                        | 6    | 2      | 1      | 9      |
| 08    | Kolumbien                          | 5    | 5      | 6      | 16     |
| 09    | Algerien                           | 5    | 4      | 4      | 13     |
| 10    | Belgien                            | 5    | —      | —      | 5      |
| 11    | Tunesien                           | 4    | 6      | 7      | 17     |
| 12    | Iran                               | 4    | 5      | 5      | 14     |
| 13    | Aserbaidschan                      | 4    | —      | —      | 4      |
| 14    | Mexiko                             | 3    | 4      | 7      | 14     |
| 15    | Niederlande                        | 3    | 3      | 5      | 11     |
| 16    | Malaysia                           | 3    | 1      | 2      | 6      |
| 17    | Marokko                            | 2    | 5      | 3      | 10     |
| 18    | Neuseeland                         | 2    | 4      | 2      | 8      |
| 18    | Spanien                            | 2    | 4      | 2      | 8      |
| 20    | Türkei                             | 2    | 2      | 4      | 8      |